# Februari 2005
| Februari 2005 |
| Månader under 2005: Januari · Februari · Mars · April · Maj · Juni · Juli · Augusti · September · Oktober · November · December ← December 2004 · Januari 2006 → |

## Tisdagen den1 februari2005
- Den 84-årige påven Johannes Paulus II förs sent på kvällen till sjukhus för influensa och andningsproblem.

## Torsdagen den3 februari2005
- Sibas kidnappade VD, Fabian Bengtsson, funnen vid liv i Göteborg.

## Fredagen den4 februari2005
- 11 000 ton svavelsyra har läckt ut från Kemiras fabrik i Helsingborg.

## Lördagen den5 februari2005
- Fynd har gjorts av DNA-spår från Fabian Bengtssons kidnappare i form av hårstrån, svett och fiber från kläder.
- G8-ministrar lovar lätta på U-ländernas skuldbörda.
- Saknad afghansk Boeing 737 funnen. 104 personer saknas efter olyckan. Inga spår efter överlevande.

## Söndagen den6 februari2005
- Fredstrevare i Groznyj, Tjetjenien - gerillan utlyser vapenvila efter 5 års strider.
- 22-årig kvinna mördad i Jämtlands län.
- Brasilien tar emot Kubas utrikesminister.

## Måndagen den7 februari2005
- CIA utlämnar fångar till tortyr.
- Thaksin Shinawatra vinner jordskredsseger i Thailand.
- 10 000 år gammal boplats funnen i Norrland.
- Indianer i USA protesterar mot kontroversiell professor.
- Sibius flygplats moderniseras inför kulturhuvudstadsåret.
- Framgångar för kurder i valet i Irak.

Läs mer på svenska Wikinews

## Onsdagen den9 februari2005
- Val förrättas i Saudiarabien för första gången.
- Tre personer har gripits i Österrike för kidnappningen av SIBA:s VD

## Torsdagen den10 februari2005
- Prins Charles kommer att gifta sig med Camilla Parker Bowles i april 2005

## Fredagen den11 februari2005
- 92 personer åtalas för mutbrott eller bestickning i Systembolagshärvan.

## Måndagen den 14 februari 2005
- Minst tio personer dödas vid ett bombattentat mot Libanons förre premiärminister Rafik Hariri.

## Onsdagen den 16 februari 2005
- Kyotoprotokollet träder i kraft.[1]

## Söndagen den 20 februari 2005
- Israels regering beslutar att stänga de judiska bosättningarna i Gazaremsan.

## Onsdagen den23 februari2005
- George W. Bushs europabesök fortsätter från Tyskland till Slovakien.

## Torsdagen den24 februari2005
- Vladimir Putin anländer till Bratislava för toppmötet i Slovakien med George W. Bush.
- Påven Johannes Paulus II har åter förts till sjukhus.

## Fredagen den25 februari2005
- Motorcykel upphittad efter rån i Eskilstuna (nyhet från svenska Wikinews)
- Lågavlönade litauiska skogsarbetare utan lön i Hylte (nyhet från svenska Wikinews)
- Landstinget vill utbilda bort våld mot kvinnor (nyhet från svenska Wikinews)

## Lördagen den26 februari2005
- Amnestys grundare har avlidit 83 år gammal (nyhet från svenska Wikinews)

## Söndagen den27 februari2005
- Afghanistan leder opiumproduktionen igen, enligt FN (nyhet från svenska Wikinews)
- Turismen i Rumänien ökade 18% under 2004 (nyhet från svenska Wikinews)
- Jämnt mellan de politiska blocken enligt DN/Temo (nyhet från svenska Wikinews)

## Måndagen den28 februari2005
- Aviator och Million Dollar baby dominerade Oscarsgalan (nyhet från svenska Wikinews)
- Bank of America "tappade bort" 1.2 miljoner konton (nyhet från svenska Wikinews)
- Dimma stängde tre hamnar i Rumänien (nyhet från svenska Wikinews)
- Nytt vetenskapscentrum byggs i Cambridge (nyhet från svenska Wikinews)
- Oljeledning mellan Rumänien och Italien planeras till 2007 (nyhet från svenska Wikinews)
- Rumäniens mervärdesskatt stannar på 19% (nyhet från svenska Wikinews)

### Fotnoter
1. ↑  Lars Eriksson (16 februari 2005). ”Kyotostart med osäker framtid”. Ny teknik. http://www.nyteknik.se/digitalisering/kyotostart-med-osaker-framtid-6395362. Läst 11 september 2016.